# Marek Wajsblum

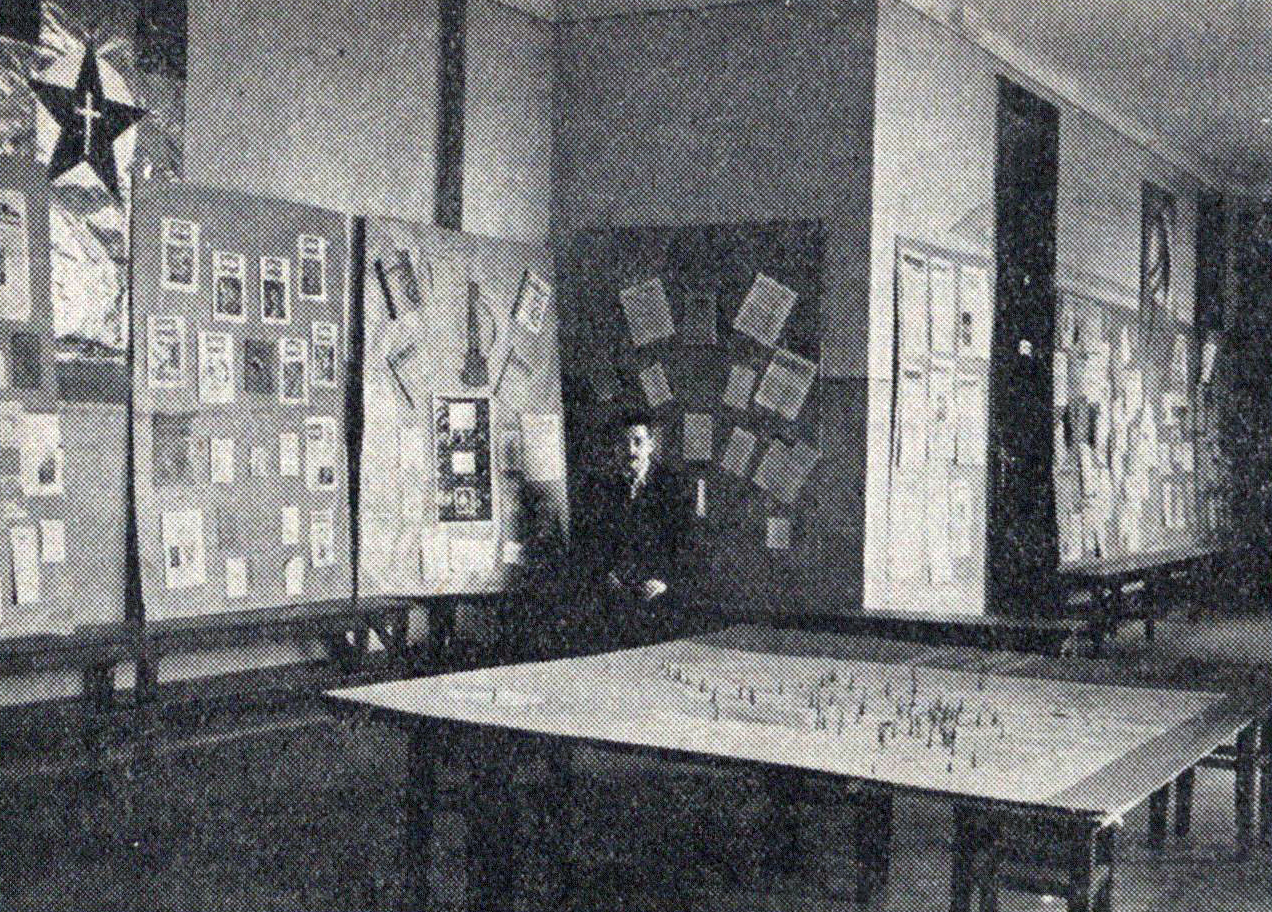
Wystawia w czasie XXIX Światowego Kongresu Esperantystów w Warszawie, 1937 r. Przy mapie połączeń radia z audycjami w esperancie Marek Wajsblum

Marek Wajsblum (ur. 21 października 1903 w Warszawie, zm. 18 lutego 1962 w Londynie) – polski historyk pochodzenia żydowskiego, badacz dziejów reformacji w Polsce. 

## Życiorys
Absolwent historii na Uniwersytecie Jagiellońskim. W 1928 roku obronił pracę doktorską pod kierownictwem specjalisty od polskiej reformacji Stanisława Kota. Na stopień podporucznika został mianowany ze starszeństwem z 1 stycznia 1932 i 32. lokatą w korpusie oficerów rezerwy piechoty. W 1934 posiadał przydział w rezerwie do 42 Pułku Piechoty w Białymstoku.
Lata II wojny światowej spędził w ZSRR. W końcu 1941 dotarł do Ambasady RP w ZSRR w Kujbyszewie, w której otrzymał funkcję doradcy prof. Kota do
spraw związanych z ustawodawstwem i sprawami socjalno-religijnymi Związku Radzieckiego. Jego działalność wzbudzała zainteresowanie NKWD. Dzięki pomocy prof. Kota został wcielony do Polskich Sił Zbrojnych w ZSRR pod przybranym nazwiskiem „Józef Nowak”. W latach 1943–1945 pracował jako sekretarz Biura Polskiego Naukowego na Bliski Wschód. W latach 1945–1947 był sekcji językowej Sztabu Głównego Polskich Sił Zbrojnych na Zachodzie.
W 1947 roku osiadł w Londynie. Działał w Polskim Towarzystwie Historycznym w Wielkiej Brytanii i Polskim Towarzystwie Naukowym na Obczyźnie. Był esperantystą.

## Wybrane publikacje[5]
- Dyteiści małopolscy: (Stanisław Farnowski i Farnowianie), Kraków: Krakowska Spółka Wydawnicza 1927.
- Ex regestro arianismi: szkice z dziejów upadku protestantyzmu w Małopolsce, Kraków: Towarzystwo Badań Dziejów Reformacji w Polsce 1948.
- Mikołaj Lubowicz (1856–1932), Warszawa - Kraków: W. L. Anczyc 1935.
- O genezę antytrynitaryzmu polskiego, Warszawa - Kraków: W. L. Anczyc 1935,
- Quakers and Poland 1661–1919, New York: The Polish Institute of Arts and Sciences in America 1966.
- Reformacja w „Złotej wolności” Zofji Kossak-Szczuckiej, Warszawa - Kraków: W. L. Anczyc 1935,
- (Opracowanie) Aleksander Brückner, Tysiąc lat kultury polskiej, Paryż: Księgarnia Polska 1954–1956.
- Icelandic echoes in Poland through a thousand years, New York 1971.
- Wypisy Marka Wajsbluma do historii reformacji w Polsce 1548-1567, oprac. Zdzisław Pietrzyk, „Odrodzenie i Reformacja w Polsce” 29 (1984), s. 201-220 (Wypisy z ksiąg Królewskiego Sądu Asesorskiego).
- Wypisy Marka Wajsbluma do historii reformacji w Polsce 1548-1567 (uzupełnienie), oprac. Zdzisław Pietrzyk, „Odrodzenie i Reformacja w Polsce” 38 (1994), s. 121.
- Zawsze byłem Żydem dla Polaków i Polakiem dla Żydów. Listy Marka Wajsbluma do Stanisława Kota, opracowali i wstępem opatrzyli Zdzisław Pietrzycki i Zbigniew Koziński, Kraków: nakładem Biblioteki Jagiellońskiej - „Księgarnia Akademicka” 1996.
- Nędze złotego wieku, „Odrodzenie i Reformacja w Polsce” 47 (2003), s. 191-194 (przedruk artykułu z czasopisma „1930” z  1930 roku).

## Źródła zewnętrzne
- Marek Wajsblum (1903-1962): Historian of Polish Culture, The Polish Review vol. 11, No. 2 (Spring, 1966), s. 3-10.
- Nekrologo de Marek Wajsblum, Esperanto: revuo internacia: oficiala organo de Universala Esperanto Asocio. Jaro 55, n. 677 (1962), p. 72